# Wilier Triestina-Selle Italia/Saison 2017
Diese Liste beschreibt die Mannschaft und die Erfolge des Radsportteams Wilier Triestina-Selle Italia in der Saison 2017.

## Erfolge in der UCI Asia Tour
| Datum             | Rennen                           | Kat. | Sieger         |
| ----------------- | -------------------------------- | ---- | -------------- |
| 24. Februar       | 3. Etappe Tour de Langkawi       | 2.HC | Jakub Mareczko |
| 28. Februar       | 7. Etappe Tour de Langkawi       | 2.HC | Jakub Mareczko |
| 12. September     | 2. Etappe Tour of China I        | 2.1  | Liam Bertazzo  |
| 10.–17. September | Gesamtwertung Tour of China I    | 2.1  | Liam Bertazzo  |
| 12. Oktober       | 2. Etappe Tour of Taihu Lake     | 2.1  | Jakub Mareczko |
| 13. Oktober       | 3. Etappe Tour of Taihu Lake     | 2.1  | Jakub Mareczko |
| 14. Oktober       | 4. Etappe Tour of Taihu Lake     | 2.1  | Jakub Mareczko |
| 16. Oktober       | 6. Etappe Tour of Taihu Lake     | 2.1  | Jakub Mareczko |
| 17. Oktober       | 7. Etappe Tour of Taihu Lake     | 2.1  | Jakub Mareczko |
| 10.–17. Oktober   | Gesamtwertung Tour of Taihu Lake | 2.1  | Jakub Mareczko |

| Datum                     | Rennen                       | Kat. | Sieger         |
| ------------------------- | ---------------------------- | ---- | -------------- |
| 29. Oktober               | 2. Etappe Tour of Hainan     | 2.HC | Jakub Mareczko |
| 30. Oktober               | 3. Etappe Tour of Hainan     | 2.HC | Jakub Mareczko |
| 31. Oktober               | 4. Etappe Tour of Hainan     | 2.HC | Jakub Mareczko |
| 1. November               | 5. Etappe Tour of Hainan     | 2.HC | Jakub Mareczko |
| 2. November               | 6. Etappe Tour of Hainan     | 2.HC | Jakub Mareczko |
| 3. November               | 7. Etappe Tour of Hainan     | 2.HC | Jacopo Mosca   |
| 28. Oktober – 5. November | Gesamtwertung Tour of Hainan | 2.HC | Jacopo Mosca   |

## Erfolge in der UCI Europe Tour
| Datum     | Rennen                     | Kat. | Sieger         |
| --------- | -------------------------- | ---- | -------------- |
| 27. April | 3. Etappe Tour de Bretagne | 2.2  | Jakub Mareczko |

## Zugänge – Abgänge
| Zugänge         | Team 2016              | Abgänge        | Team 2017    |
| --------------- | ---------------------- | -------------- | ------------ |
| Alberto Cecchin | Team Roth              | Samuele Conti  |              |
| Miguel Flórez   | Boyacá es Para Vivirla | Andrea Dal Col |              |
| Ilia Koshevoy   | Lampre-Merida          | Tomás Gil      | Karriereende |
| Jacopo Mosca    | Neoprofi               | Enrique Sanz   |              |
| Alex Turrin     | Unieuro Wilier         | Mirko Trosino  |              |

## Mannschaft
| Teamkader 2017                                             | Teamkader 2017     | Teamkader 2017 | Teamkader 2017                                       |
| Name                                                       | Geburtsdatum       | Land           | Vorheriges Team                                      |
| ---------------------------------------------------------- | ------------------ | -------------- | ---------------------------------------------------- |
| Julen Amezqueta                                            | 12. August 1993    | Spanien        | Café Baqué-Conservas Campos (2015)                   |
| Rafael Andriato                                            | 20. Oktober 1987   | Brasilien      | Memorial-Santos-Fupes (2016)                         |
| Manuel Belletti                                            | 14. Oktober 1985   | Italien        | Androni Giocattoli-Venezuela (2014)                  |
| Liam Bertazzo                                              | 17. Februar 1992   | Italien        | MG Kvis-Wilier (2014)                                |
| Matteo Busato                                              | 20. Dezember 1987  | Italien        | MG Kvis-Wilier (2014)                                |
| Matteo Draperi                                             | 17. Januar 1991    | Italien        | UC Monaco (2015)                                     |
| Gilbert Ducournau                                          | 25. September 1992 | Venezuela      |                                                      |
| Andrea Fedi                                                | 29. Mai 1991       | Italien        | Ceramica Flaminia-Fondriest (2013)                   |
| Miguel Flórez López                                        | 21. Februar 1996   | Kolumbien      | Boyacá Raza de Campeones (2016)                      |
| Giuseppe Fonzi                                             | 2. August 1991     | Italien        | Vini Fantini Nippo (2014)                            |
| Yonder Godoy                                               | 19. April 1993     | Venezuela      | Fedeindustria-Gobernación de Yaracuy-Cavebici (2016) |
| Ilia Koshevoy                                              | 20. März 1991      | Belarus        | Lampre-Merida (2016)                                 |
| Jakub Mareczko                                             | 30. April 1994     | Italien        | Viris Maserati (2014)                                |
| Daniel Felipe Martínez                                     | 25. April 1996     | Kolumbien      | Colombia (2015)                                      |
| Jacopo Mosca                                               | 29. August 1993    | Italien        | Trek-Segafredo (2016)                                |
| Filippo Pozzato                                            | 10. September 1981 | Italien        | Lampre-Merida (2015)                                 |
| Cristian Rodríguez                                         | 3. März 1995       | Spanien        | Caja Rural-Seguros RGA amateur (2015)                |
| Mirko Tedeschi                                             | 5. Januar 1989     | Italien        |                                                      |
| Alex Turrin                                                | 3. Juni 1992       | Italien        | Unieuro Wilier (2016)                                |
| Eugert Zhupa                                               | 4. April 1990      | Albanien       | Zalf Euromobil Désirée Fior (2014)                   |
| Alberto Cecchin                                            | 8. August 1989     | Italien        | Roth (2016)                                          |
| Yuri Colonna (1. Aug.–31. Dez., Stagiaire)                 | 9. Oktober 1996    | Italien        |                                                      |
| Mattia Marcelli (1. Aug.–31. Dez., Stagiaire)              | 30. Juli 1991      | Italien        |                                                      |
| Luca Raggio (1. Aug.–31. Dez., Stagiaire)                  | 26. März 1995      | Italien        | Viris Maserati-Sisal Matchpoint (2017)               |
|                                                            |                    |                |                                                      |
| Quellen: ProCyclingStats Cycling Quotient Cycling Archives |                    |                |                                                      |